# Almonds and Raisins
Almonds and Raisins es una película de documental de 1984, dirigida por Russ Karel  y David Elstein, escrita por Wolf Mankowitz y Russ Karel, musicalizada por John Altman, en la fotografía estuvo Jack Lashes, los protagonistas son Joseph Green, Herschel Bernardi y Leo Fuchs, entre otros. El filme fue realizado por Brook Productions, Channel Four Films y Columbia University, se estrenó el 26 de febrero de 1984.

## Sinopsis
En este documental se analizan decenas de largometrajes en idioma yidis, hechos en Estados Unidos y Europa entre el estreno de The Jazz Singer en 1927 y el comienzo de la Segunda Guerra Mundial en 1939.